# 시덕션 (영화)
시덕션(The Seduction)은 미국에서 제작된 데이비드 슈모엘러 감독의 1982년 스릴러 영화이다. 모건 페어차일드 등이 주연으로 출연하였고 브루스 콘 커티스 등이 제작에 참여하였다.

## 출연

### 주연
- 모건 페어차일드
- 마이클 사라진

### 조연
- 빈스 에드워즈
- 앤드류 스티븐스
- 콜린 캠프
- 케빈 브로피
- 웬디 스미스 하워드

## 제작진
- 의상: 린다 M. 배스